# James Musa
James Mzamo Musa (Plymouth, 1 de abril de 1992) é um futebolista profissional neozelandês que atua como defensor, atualmente defende o Saint Louis FC.

## Carreira
Musa fez parte do elenco da Seleção Neozelandesa de Futebol nas Olimpíadas de 2012.